# Risque industriel dans le Calvados
Le risque industriel dans le Calvados est la combinaison de la probabilité de survenue d’un accident industriel sur le territoire du département du Calvados et de ses conséquences négatives potentielles pour la santé humaine, l’environnement, les biens, dont le patrimoine culturel et l’activité économique.
Le département du Calvados présente un tissu industriel moins dense que de nombreux autres départements. Néanmoins deux établissements sont classés Seveso seuil haut et  sept sont classés seuil bas.
Plusieurs plans de prévention des risques technologiques ont été mis en place afin de prévenir les risques aux abords de certains sites.
L'information de la population est faite via différents vecteurs. Le dossier départemental des risques majeurs (DDRM) recense à l’échelle d’un département l’ensemble des risques majeurs par commune, dont le risque industriel. Le dossier d'information communal sur les risques majeurs (DICRIM) précise au niveau communal ces risques. Il est complété par le plan communal de sauvegarde qui définit l'organisation pour y faire face. Enfin, depuis 2006, l’information des acquéreurs ou locataires doit être faite sur les risques auxquels le bien immobilier est exposé.

## Accidents industriels dans le Calvados

### Contexte industriel
L'industrie laitière et la production cidricole sont les activités agroalimentaires dominantes dans le Calvados. L'industrie agroalimentaire représente 689 entreprises et emploie plus de 8 000 personnes. Parallèlement il existe quatre pôles de compétitivité dans le Calvados, explorant chacun des domaines d’innovation et de performance industrielle très différents :
- Mov'eo : un pôle de compétitivité centré sur l’industrie automobile
- TES : le pôle de compétitivité sur les transactions électroniques sécurisées
- Nov@log : le pôle de compétitivité logistique
- Le pôle de compétitivité Filière Équine

Ainsi contrairement à d’autres, le département du Calvados est moins exposé aux risques industriels qui concernent principalement les usines des secteurs chimique et pétrochimique.

### Typologie des risques industriels
Les générateurs de risques sont regroupés en deux familles :
- Les industries chimiques produisant ou stockant des produits chimiques de base, des produits destinés à l'agroalimentaire (notamment les engrais), les produits pharmaceutiques et de consommation courante (eau de javel, etc.) ;
- Les industries pétrochimiques produisant l'ensemble des produits dérivés du pétrole (essences, goudrons, gaz de pétrole liquéfié).

Tous ces établissements sont des établissements fixes qui produisent, utilisent ou stockent des produits répertoriés dans une nomenclature spécifique.
Les effets  d’un accident industriel sont rangés en trois familles :
- Les effets thermiques sont liés à une combustion d'un produit inflammable ou à une explosion ;
- Les effets mécaniques sont liés à une surpression, résultant d'une onde de choc (déflagration ou détonation), provoquée par une explosion. Celle-ci peut être issue d'un explosif, d'une réaction chimique violente, d'une combustion violente (combustion d'un gaz), d'une décompression brutale d'un gaz sous pression (explosion d'une bouteille d'air comprimé par exemple) ou de l'inflammation d'un nuage de poussières combustibles. Pour ces conséquences, les spécialistes calculent la surpression engendrée par l'explosion (par des équations mathématiques), afin de déterminer les effets associés (lésions aux tympans, poumons, etc.) ;
- Les effets toxiques résultent de l'inhalation d'une substance chimique toxique (chlore, ammoniac, phosgène, etc.), à la suite d'une fuite sur une installation. Les effets découlant de cette inhalation peuvent être, par exemple, un œdème du poumon ou une atteinte au système nerveux.

### Accidents récents
Aucun accident majeur n'a été recensé depuis 2000.

## Connaissance du risque industriel

### Nombre de sites Seveso
La directive Seveso distingue deux types d’établissements, selon la quantité totale de matières dangereuses sur site : les établissements Seveso seuil haut et les établissements Seveso seuil bas . Les mesures de sécurité et les procédures prévues par la directive varient selon le type d’établissements (seuil haut ou seuil bas), afin de considérer une certaine proportionnalité.
Il existe neuf établissements relevant du régime Seveso au 26 octobre 2019 : deux seuils hauts et sept seuils bas. Ce décompte varie continuellement en fonction de l'évolution de l'activité des entreprises ou des efforts de réduction des risques à la source par les exploitants. Les neuf sites Seveso sont les suivants :
| Nom établissement         | Commune             | Type d'activité                                           | ippc | Libellé seveso | code_s3ic et lien fiche |
| ------------------------- | ------------------- | --------------------------------------------------------- | ---- | -------------- | ----------------------- |
| Dépôts de Pétrole Côtiers | Mondeville          | Entreposage et stockage non frigorifique                  | NON  | seuil haut     | 0053.00405              |
| Epc France                | Boulon              | Fabrication de produits explosifs                         | NON  | seuil haut     | 0053.02919              |
| Bolloré Énergy            | Mondeville          | Commerces de détail de charbons et combustibles           | NON  | seuil bas      | 0053.00417              |
| Dms                       | Ouistreham          |                                                           | NON  | seuil bas      | 0053.00452              |
| Isb France                | Moult-Chicheboville | Sciage et rabotage du bois, hors imprégnation             | OUI  | seuil bas      | 0053.01026              |
| Mcbride S.A.S.            | Moyaux              | Fabrication de savons, détergents et produits d'entretien | NON  | seuil bas      | 0053.01039              |
| Sodel                     | Lisieux             | Fabrication de savons, détergents et produits d'entretien | NON  | seuil bas      | 0053.00960              |
| Solicendre                | Argences            | Traitement et élimination des déchets dangereux           | OUI  | seuil bas      | 0053.00526              |
| Spirit France Diffusion   | Reux                | Production de boissons alcooliques distillées             | NON  | seuil bas      | 0053.06336              |

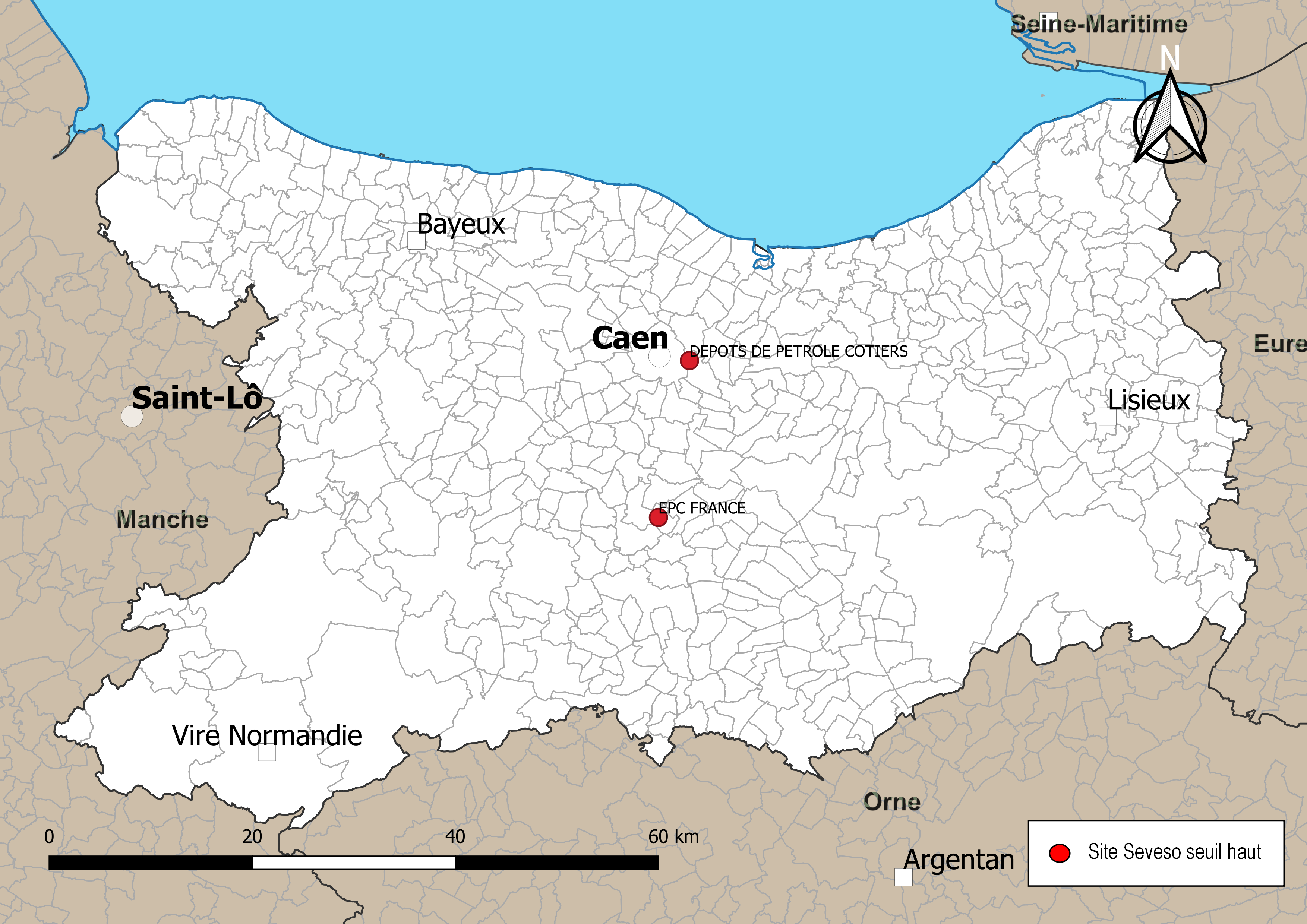
Communes hébergeant un site Seveso seuil haut.
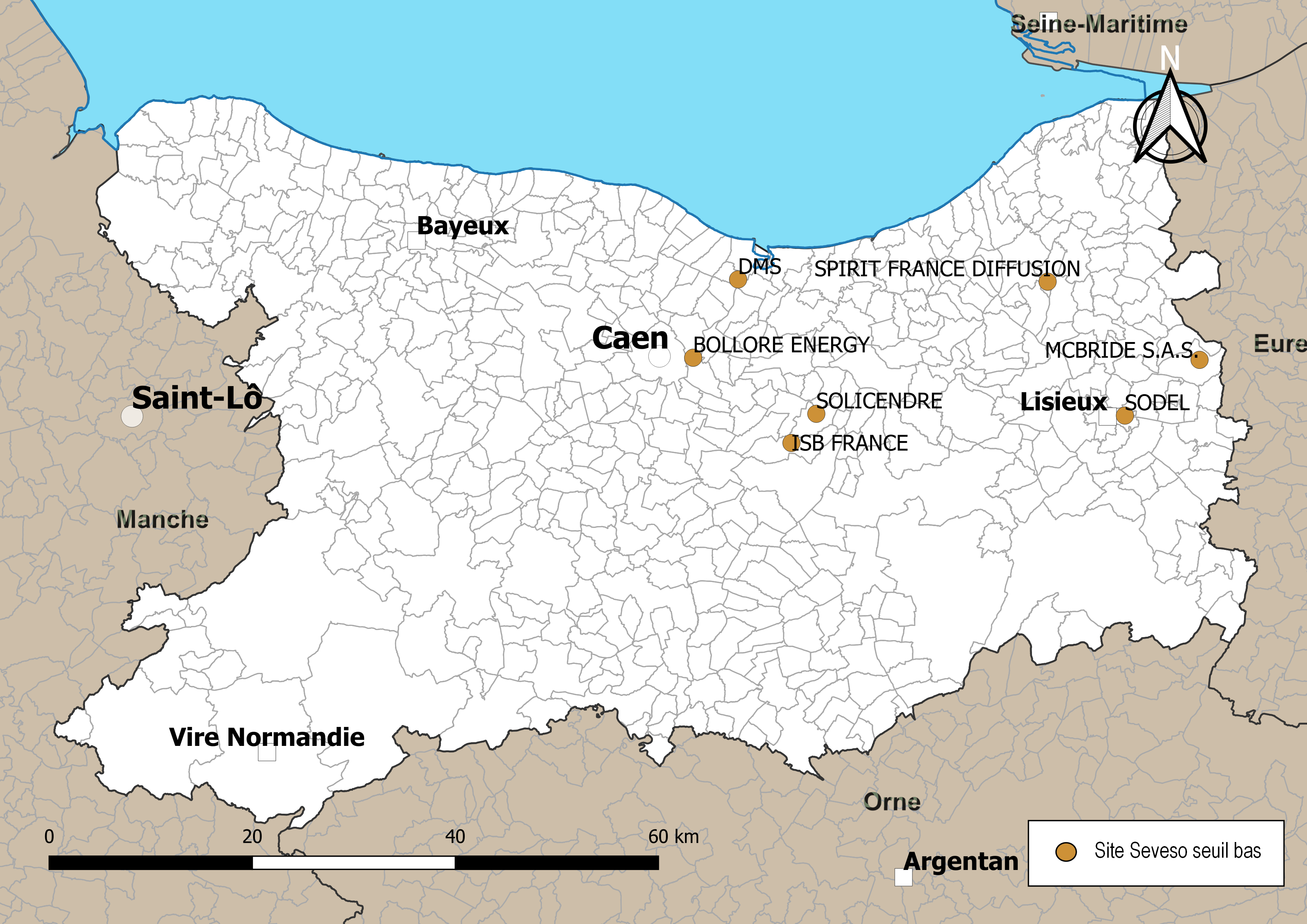
Communes hébergeant un site Seveso seuil bas

### Nombre de sites émettant des polluants
L’approche intégrée de la réduction de la pollution des installations classées consiste à réduire si ce n’est éviter les émissions dans l’air, l’eau, le sol, en prenant en compte également la gestion des déchets afin d’atteindre un haut niveau de protection de l’environnement dans son ensemble. Ce principe est valable en France pour toutes les installations classées. Il existe dans le département du Calvados 47 établissements rejetant des polluant relevant de la directive européenne n° 2010/75/UE du 24 novembre 2010 relative aux émissions industrielles (prévention et réduction intégrées de la pollution) , dite directive IED, se répartissant sur 26 communes.

## Gestion du risque industriel

### Plans de prévention des risques technologiques (PPRT)
Conformément à la loi, tout établissement Seveso seuil haut met en œuvre un plan de prévention des risques technologiques (PPRT) ; il vise à résoudre les situations difficiles en matière d'urbanisme héritées du passé et à mieux encadrer l'urbanisation future. L'exploitant met en œuvre toutes les mesures de sécurité envisageables pour atteindre un niveau de risque aussi bas que possible, compte tenu de l'état des connaissances et des pratiques et de la vulnérabilité de l'environnement de l'établissement : on parle de réduction du risque à la source. Le PPRT comporte des dispositions pour les constructions exposées au risque. Les PPRT en vigueur dans le Calvados sont les suivants :
| Nom du PPRT | Communes concernées                                                         | Entreprises concernées         | Prescrit le      | Approuvé le   | Abrogation ou arrêt de la démarche |
| ----------- | --------------------------------------------------------------------------- | ------------------------------ | ---------------- | ------------- | ---------------------------------- |
| BOULON      | Boulon - Fresnay-le-Puceux - Breteville-sur-Laize - Saint-Laurent-de Condel | EPC France (ex NITRO BICKFORD) | 1er février 2011 | 3 avril 2013  |                                    |
| HONFLEUR    | Honfleur                                                                    | BTT                            | 2 juin 2009      | 28 avril 2014 |                                    |
| MONDEVILLE  | Mondeville - Hérouville-Saint-Clair                                         | DPC                            | 21 janvier 2011  | 14 avril 2015 |                                    |
| OUISTREHAM  | Ouistreham - Amfreville - Saint Aubin d’Arquenay                            | DMS (ex TOTAL)                 | 2 juin 2009      |               | 19 juillet 2011                    |

### Information préventive des populations
Le droit à l'information générale sur les risques majeurs s'applique. Chaque citoyen doit prendre conscience de sa propre vulnérabilité face aux risques et pouvoir l'évaluer pour la minimiser. Pour cela il faut se tenir informé sur la nature des risques qui menacent, ainsi que sur les consignes de comportement à adopter en cas d'événement (mairie, services de l'État). Les populations riveraines des sites classés Seveso AS doivent recevoir tous les cinq ans une information spécifique financée par les exploitants, sous contrôle du préfet. Cette campagne, généralement appelée campagne PPI, doit notamment porter sur la nature du risque, les moyens de prévention mis en place, ainsi que sur les consignes à adopter.

### Organisation de crise

#### Acteurs
En cas de crise grave, les acteurs compétents pour la mise en œuvre des secours sont  :
- L’industriel, qui dispose, pour tout incident ou accident circonscrit à l’établissement, de son Plan d’opération interne (POI) pour organiser le premier niveau de réponse face à l’évènement
- Le préfet, qui élabore le Plan particulier d'intervention (PPI) pour faire face à un sinistre dont les conséquences dépassent les limites de l’établissement[13]. Le préfet est alors directeur des opérations de secours. La finalité de ce plan de secours est de protéger la population voisine des effets du sinistre. Ce plan, annexé au dispositif ORSEC départemental, définit le rôle de chacun des acteurs du risque majeur en cas d’accident grave. Le PPI est obligatoire pour tous les établissements classés Seveso « seuil haut »[14].
- Le maire qui, au niveau communal, est détenteur des pouvoirs de police et a la charge d’assurer la sécurité de la population. À cette fin, il prend les dispositions lui permettant de gérer la crise. En complément du secours aux personnes, le Plan communal de sauvegarde (PCS), quand il existe, permet au maire d’assurer le soutien et la sauvegarde de la population.

#### Alerte des populations
En cas de phénomène naturel ou technologique majeur, la population est avertie par un signal d’alerte, identique pour tous les risques et pour tout le territoire national. Le déclenchement de l'alerte est décidé par le Préfet à partir des services : 
- Bureau Général d’Alerte (BGA) de Cinq-Mars-la-Pile (Ministère de la Défense) ;
- Bureaux Départementaux d’Alerte (BDA) d’Alençon et de Saint-Lô ;
- Mairies et sites industriels Seveso AS pour les sirènes individuelles.

Par ailleurs la Préfecture dispose d'un automate d'alerte appelé GALA (Gestion d’Alerte Locale Automatisée) permettant la diffusion dans un délai très rapide de messages pré-enregistrés à destination de tous les mairies du département ou, pour des phénomènes plus localisés, les mairies des communes concernées ainsi que tout autre acteur concerné selon le type de crise (établissements scolaires, transporteurs routiers ou scolaires,…)
Enfin les moyens mobiles d'alerte (EMA) peuvent être utilisés de manière ciblée afin de compléter les mesures réalisées.

#### Consignes à appliquer en cas de crise
Les consignes données par la préfecture en cas de déclenchement des sirènes d'alerte à la suite d'un accident industriel sont les suivantes :
- Enfermez-vous : Entrez dans la maison ou le local le plus proche. Un bâtiment constitue un écran efficace (sous réserve de se protéger des éclats de verre) entre vous-même et d'éventuels gaz toxiques. Il vous protège également contre les très fortes températures émises par une explosion ou un incendie. La rue constitue, par contre, le lieu le plus exposé aux dangers. Par ailleurs, des rues dégagées facilitent l'intervention des secours. Ne tentez donc pas de rejoindre vos proches. N'allez pas chercher vos enfants à l'école, ils y sont pris en charge.
- Fermez portes et fenêtres : Obstruez soigneusement toutes les ouvertures. Arrêtez les ventilations. Un local bien clos ralentit considérablement la pénétration des toxiques. En cas de picotements ou d'odeurs fortes, respirez à travers un mouchoir mouillé. Évitez toute flamme ou étincelle. Ne fumez pas.
- Écoutez France Bleu Normandie En cas d'alerte, son antenne est mise à disposition de la préfecture afin de permettre la diffusion de messages à la population. Vous serez ainsi informé de la nature du danger et de l'évolution de la situation. Cette radio vous indiquera les consignes complémentaires à suivre pour mieux vous protéger. Ne téléphonez pas. Les lignes téléphoniques doivent rester à la disposition des secours. Tous les renseignements utiles vous seront fournis par la radio. D'autres radios sont conventionnées pour diffuser les messages d'alerte et d'information : France Inter, NRJ, RCF... Renseignez-vous auprès de la préfecture pour connaître leurs fréquences en fonction des secteurs concernés.

Respectez ces consignes jusqu'à la fin de l'alerte signalée par la sirène (son continu de 30 secondes) et confirmée par la radio.